# Woodkid/Diskografie
Diese Diskografie ist eine Übersicht über die musikalischen Werke des französischen Musikers Woodkid. Den Schallplattenauszeichnungen zufolge hat er mehr als eine Million Tonträger verkauft. Seine erfolgreichste Veröffentlichung ist die Single Run Boy Run mit über 830.000 verkauften Einheiten.

## Alben

### Studioalben
| Jahr | Titel Musiklabel                    | Höchstplatzierung, Gesamtwochen, AuszeichnungChartplatzierungen (Jahr, Titel, Musiklabel, Platzierungen, Wochen, Auszeichnungen, Anmerkungen) | Höchstplatzierung, Gesamtwochen, AuszeichnungChartplatzierungen (Jahr, Titel, Musiklabel, Platzierungen, Wochen, Auszeichnungen, Anmerkungen) | Höchstplatzierung, Gesamtwochen, AuszeichnungChartplatzierungen (Jahr, Titel, Musiklabel, Platzierungen, Wochen, Auszeichnungen, Anmerkungen) | Höchstplatzierung, Gesamtwochen, AuszeichnungChartplatzierungen (Jahr, Titel, Musiklabel, Platzierungen, Wochen, Auszeichnungen, Anmerkungen) | Höchstplatzierung, Gesamtwochen, AuszeichnungChartplatzierungen (Jahr, Titel, Musiklabel, Platzierungen, Wochen, Auszeichnungen, Anmerkungen) | Höchstplatzierung, Gesamtwochen, AuszeichnungChartplatzierungen (Jahr, Titel, Musiklabel, Platzierungen, Wochen, Auszeichnungen, Anmerkungen) | Anmerkungen                                             |
| Jahr | Titel Musiklabel                    | DE | AT | CH | UK | US | FR | Anmerkungen                                             |
| ---- | ----------------------------------- | --- | --- | --- | --- | --- | --- | ------------------------------------------------------- |
| 2013 | The Golden Age Island Records (UMG) | DE8 Gold · (25 Wo.)DE | AT13 (5 Wo.)AT | CH4 Gold · (36 Wo.)CH | UK38 (2 Wo.)UK | US133 (1 Wo.)US | FR2 Platin · (106 Wo.)FR | Erstveröffentlichung: 15. März 2013 Verkäufe: + 210.000 |
| 2020 | S16 Island Records (UMG)            | DE30 (1 Wo.)DE | AT39 (1 Wo.)AT | CH5 (4 Wo.)CH | — | — | FR13 (11 Wo.)FR | Erstveröffentlichung: 16. Oktober 2020                  |

### Soundtracks
| Jahr | Titel Musiklabel              | Anmerkungen                         |
| ---- | ----------------------------- | ----------------------------------- |
| 2016 | Desierto Virgin Records (GUM) | Erstveröffentlichung: 1. April 2016 |

### EPs
| Jahr | Titel Musiklabel                                                              | Höchstplatzierung, Gesamtwochen, AuszeichnungChartplatzierungen (Jahr, Titel, Musiklabel, Platzierungen, Wochen, Auszeichnungen, Anmerkungen) | Höchstplatzierung, Gesamtwochen, AuszeichnungChartplatzierungen (Jahr, Titel, Musiklabel, Platzierungen, Wochen, Auszeichnungen, Anmerkungen) | Höchstplatzierung, Gesamtwochen, AuszeichnungChartplatzierungen (Jahr, Titel, Musiklabel, Platzierungen, Wochen, Auszeichnungen, Anmerkungen) | Höchstplatzierung, Gesamtwochen, AuszeichnungChartplatzierungen (Jahr, Titel, Musiklabel, Platzierungen, Wochen, Auszeichnungen, Anmerkungen) | Höchstplatzierung, Gesamtwochen, AuszeichnungChartplatzierungen (Jahr, Titel, Musiklabel, Platzierungen, Wochen, Auszeichnungen, Anmerkungen) | Höchstplatzierung, Gesamtwochen, AuszeichnungChartplatzierungen (Jahr, Titel, Musiklabel, Platzierungen, Wochen, Auszeichnungen, Anmerkungen) | Anmerkungen                                       |
| Jahr | Titel Musiklabel                                                              | DE | AT | CH | UK | US | FR | Anmerkungen                                       |
| ---- | ----------------------------------------------------------------------------- | --- | --- | --- | --- | --- | --- | ------------------------------------------------- |
| 2011 | Iron EP Green United Music (PIAS)                                             | — | — | — | — | — | FR110 (4 Wo.)FR | Erstveröffentlichung: 28. März 2011               |
| 2012 | Run Boy Run – Remixes Island Records (UMG)                                    | — | — | — | — | — | FR31 (1 Wo.)FR | Erstveröffentlichung: 21. Mai 2012                |
| 2016 | Ellis EP Erased Tapes Records (ERATP)                                         | — | — | — | — | — | — | Erstveröffentlichung: 8. Juli 2016 mit Nils Frahm |
| 2019 | Woodkid for Nicolas Ghesquière – Louis Vuitton Works One Island Records (UMG) | — | — | — | — | — | — | Erstveröffentlichung: 7. Mai 2019                 |

## Singles

### Als Leadmusiker
| Jahr | Titel Album                                                    | Höchstplatzierung, Gesamtwochen, AuszeichnungChartplatzierungen (Jahr, Titel, Album, Platzierungen, Wochen, Auszeichnungen, Anmerkungen) | Höchstplatzierung, Gesamtwochen, AuszeichnungChartplatzierungen (Jahr, Titel, Album, Platzierungen, Wochen, Auszeichnungen, Anmerkungen) | Höchstplatzierung, Gesamtwochen, AuszeichnungChartplatzierungen (Jahr, Titel, Album, Platzierungen, Wochen, Auszeichnungen, Anmerkungen) | Höchstplatzierung, Gesamtwochen, AuszeichnungChartplatzierungen (Jahr, Titel, Album, Platzierungen, Wochen, Auszeichnungen, Anmerkungen) | Höchstplatzierung, Gesamtwochen, AuszeichnungChartplatzierungen (Jahr, Titel, Album, Platzierungen, Wochen, Auszeichnungen, Anmerkungen) | Höchstplatzierung, Gesamtwochen, AuszeichnungChartplatzierungen (Jahr, Titel, Album, Platzierungen, Wochen, Auszeichnungen, Anmerkungen) | Anmerkungen                                            |
| Jahr | Titel Album                                                    | DE | AT | CH | UK | US | FR | Anmerkungen                                            |
| --- | -------------------------------------------------------------- | --- | --- | --- | --- | --- | --- | ------------------------------------------------------ |
| 2011 | Iron The Golden Age                                            | — | — | — | UK94 (1 Wo.)UK | — | FR29 (53 Wo.)FR | Erstveröffentlichung: 28. März 2011                    |
| 2012 | Run Boy Run The Golden Age                                     | DE11 Gold · (25 Wo.)DE | AT39 (8 Wo.)AT | CH60 (2 Wo.)CH | UK44 Platin · (6 Wo.)UK | — | FR52 (4 Wo.)FR | Erstveröffentlichung: 21. Mai 2012 Verkäufe: + 835.000 |
| 2013 | I Love You The Golden Age                                      | DE61 (12 Wo.)DE | — | — | — | — | FR22 (36 Wo.)FR | Erstveröffentlichung: 4. Februar 2013                  |
| 2015 | Volcano –                                                      | — | — | — | — | — | — | Erstveröffentlichung: 13. November 2015                |
| 2016 | Land of All Desierto – Tödliche Hetzjagd (O.S.T.)              | — | — | — | — | — | FR86 (2 Wo.)FR | Erstveröffentlichung: 1. April 2016                    |
| 2018 | L’aérogramme de Los Angeles Génération(s) éperdue(s) (Sampler) | — | — | — | — | — | — | Erstveröffentlichung: 13. April 2018 mit Louis Garrel  |
| 2020 | Goliath S16                                                    | — | — | — | — | — | — | Erstveröffentlichung: 23. April 2020                   |
| 2020 | Pale Yellow S16                                                | — | — | — | — | — | — | Erstveröffentlichung: 28. August 2020                  |
| 2020 | Horizons Into Battlegrounds S16                                | — | — | — | — | — | — | Erstveröffentlichung: 29. September 2020               |
| Folgende Lieder erschienen nicht als Single, wurden aber durch das Album zum Download und Streaming bereitgestellt und konnten somit eine Platzierung erlangen: |                                                                | | | | | | |                                                        |
| |                                                                | | | | | | |                                                        |
| 2013 | The Golden Age                                                 | — | — | — | — | — | FR131 (1 Wo.)FR | Charteinstieg: 30. März 2013                           |
| 2016 | Winter Morning I Ellis EP                                      | — | — | — | — | — | FR144 (1 Wo.)FR | Charteinstieg: 16. Juli 2016 mit Nils Frahm            |

### Als Gastmusiker
| Jahr | Titel Album                 | Höchstplatzierung, Gesamtwochen, AuszeichnungChartplatzierungen (Jahr, Titel, Album, Platzierungen, Wochen, Auszeichnungen, Anmerkungen) | Höchstplatzierung, Gesamtwochen, AuszeichnungChartplatzierungen (Jahr, Titel, Album, Platzierungen, Wochen, Auszeichnungen, Anmerkungen) | Höchstplatzierung, Gesamtwochen, AuszeichnungChartplatzierungen (Jahr, Titel, Album, Platzierungen, Wochen, Auszeichnungen, Anmerkungen) | Höchstplatzierung, Gesamtwochen, AuszeichnungChartplatzierungen (Jahr, Titel, Album, Platzierungen, Wochen, Auszeichnungen, Anmerkungen) | Höchstplatzierung, Gesamtwochen, AuszeichnungChartplatzierungen (Jahr, Titel, Album, Platzierungen, Wochen, Auszeichnungen, Anmerkungen) | Höchstplatzierung, Gesamtwochen, AuszeichnungChartplatzierungen (Jahr, Titel, Album, Platzierungen, Wochen, Auszeichnungen, Anmerkungen) | Anmerkungen                                                   |
| Jahr | Titel Album                 | DE | AT | CH | UK | US | FR | Anmerkungen                                                   |
| ---- | --------------------------- | --- | --- | --- | --- | --- | --- | ------------------------------------------------------------- |
| 2015 | Clear –                     | — | — | — | — | — | FR147 (1 Wo.)FR | Erstveröffentlichung: 10. Juli 2015 Panteros666 feat. Woodkid |
| 2016 | Highschool Never Ends Mykki | — | — | — | — | — | — | Erstveröffentlichung: 17. Mai 2016 Mykki Blanco feat. Woodkid |

## Musikvideos
| Jahr | Titel          | Regie         |
| ---- | -------------- | ------------- |
| 2011 | Iron           | Yoann Lemoine |
| 2012 | Run Boy Run    | Yoann Lemoine |
| 2013 | I Love You     | Yoann Lemoine |
| 2014 | The Golden Age | Yoann Lemoine |
| 2016 | Land of All    |               |
| 2020 | Goliath        | Yoann Lemoine |
| 2020 | Pale Yellow    | Yoann Lemoine |

## Promoveröffentlichungen
| Jahr | Titel Album                                  | Anmerkungen                                                                               |
| ---- | -------------------------------------------- | ----------------------------------------------------------------------------------------- |
| 2012 | Iron & I Love You / Acoustics The Golden Age | Erstveröffentlichung: 19. April 2014 Verkäufe: 200 (limitiert); erschien nur zum RSD 2014 |

## Sonderveröffentlichungen
| Jahr | Titel Album                  | Anmerkungen                                                         |
| ---- | ---------------------------- | ------------------------------------------------------------------- |
| 2015 | Clear –                      | Erstveröffentlichung: 10. Juli 2015 Panteros666 feat. Woodkid       |
| 2016 | High School Never Ends Mykki | Erstveröffentlichung: 16. September 2016 Mykki Blanco feat. Woodkid |

| Jahr | Titel Album                                                        | Anmerkungen                                                 |
| ---- | ------------------------------------------------------------------ | ----------------------------------------------------------- |
| 2012 | Born to Die (Woodkid & The Shoes Remix) Born to Die (The Remix EP) | Erstveröffentlichung: 23. März 2012 Interpret: Lana Del Rey |

| Jahr | Titel Album                                          | Anmerkungen                                           |
| ---- | ---------------------------------------------------- | ----------------------------------------------------- |
| 2018 | L’aérogramme de Los Angeles Génération(s) éperdue(s) | Erstveröffentlichung: 27. April 2018 mit Louis Garrel |

| Jahr | Titel Soundtrack zu                           | Anmerkungen                                        |
| ---- | --------------------------------------------- | -------------------------------------------------- |
| 2014 | Run Boy Run Die Bestimmung – Divergent        | Erstveröffentlichung: 11. März 2014                |
| 2015 | Never Let You Down Die Bestimmung – Insurgent | Erstveröffentlichung: 17. März 2015 feat. Lykke Li |

## Statistik

### Chartauswertung
|                     | DE    | AT    | CH    | UK    | US    | FR    |
| ------------------- | ----- | ----- | ----- | ----- | ----- | ----- |
| Nummer-eins-Alben   | DE—DE | AT—AT | CH—CH | UK—UK | US—US | FR—FR |
| Top-10-Alben        | DE1DE | AT—AT | CH2CH | UK—UK | US—US | FR1FR |
| Alben in den Charts | DE2DE | AT2AT | CH2CH | UK1UK | US1US | FR4FR |

|                       | DE    | AT    | CH    | UK    | US    | FR    |
| --------------------- | ----- | ----- | ----- | ----- | ----- | ----- |
| Nummer-eins-Singles   | DE—DE | AT—AT | CH—CH | UK—UK | US—US | FR—FR |
| Top-10-Singles        | DE—DE | AT—AT | CH—CH | UK—UK | US—US | FR—FR |
| Singles in den Charts | DE2DE | AT1AT | CH1CH | UK2UK | US—US | FR7FR |

### Auszeichnungen für Musikverkäufe
| Goldene Schallplatte - Brasilien - 2024: für die Single Run Boy Run - Italien - 2019: für die Single Run Boy Run - Spanien - 2024: für die Single Run Boy Run |

Anmerkung: Auszeichnungen in Ländern aus den Charttabellen bzw. Chartboxen sind in ebendiesen zu finden.
| Land/RegionAuszeichnungen für Musikverkäufe (Land/Region, Auszeichnungen, Verkäufe, Quellen) | Gold     | Platin     | Verkäufe | Quellen             |
| -------------------------------------------------------------------------------------------- | -------- | ---------- | -------- | ------------------- |
| Brasilien (PMB)                                                                              | Gold1    | —          | 30.000   | pro-musicabr.org.br |
| Deutschland (BVMI)                                                                           | 2× Gold2 | —          | 250.000  | musikindustrie.de   |
| Frankreich (UPFI)                                                                            | —        | Platin1    | 100.000  | upfi.fr             |
| Italien (FIMI)                                                                               | Gold1    | —          | 25.000   | fimi.it             |
| Schweiz (IFPI)                                                                               | Gold1    | —          | 15.000   | hitparade.ch        |
| Spanien (Promusicae)                                                                         | Gold1    | —          | 30.000   | elportaldemusica.es |
| Vereinigtes Königreich (BPI)                                                                 | —        | Platin1    | 600.000  | bpi.co.uk           |
| Insgesamt                                                                                    | 6× Gold6 | 2× Platin2 |          |                     |